# Khoa tiêu hóa
Khoa tiêu hoá là một chuyên khoa thuộc nội khoa chuyên điều trị các bệnh về tiêu hoá, rối loạn chức năng tiêu hoá và các cơ quan nội tạng. Ngoài ra, các bác sĩ chuyên khoa Tiêu hoá cố vấn nhiều chuyên khoa ngoài lĩnh vực trong vấn đề điều trị do đặc thù của bệnh lý tiêu hoá, đôi khi là nguồn gốc của nhiều bệnh lý khác có liên quan.

## Bệnh tiêu hóa
Các bệnh tiêu hóa phổ thông:
- Viêm xơ gan do rượu

Viêm gan rượu xảy ra khi gan bị hư hỏng bởi uống rượu. Thiệt hại gan do rượu và lý do tại sao như vậy và chỉ thiểu số người nghiện rượu nặng - không hoàn toàn rõ ràng.
- Suy gan cấp tính (kịch phát)

Suy gan cấp tính xảy ra khi các tế bào gan bị hư hại đáng kể và không còn có thể hoạt động. Suy gan cấp tính có nhiều nguyên nhân tiềm năng.
- Khó tiêu

Có nhiều nguyên nhân có thể có của chứng khó tiêu. Một số có liên quan đến lối sống và những gì đang ăn uống. Khó tiêu hóa cũng có thể được gây ra bởi các điều kiện khác trong việc tiêu hóa.
- Viêm dạ dày ruột Virus

Bởi vì các triệu chứng tương tự, bị tiêu chảy do virus có thể dễ dàng gây nhầm lẫn với bệnh tiêu chảy gây ra bởi vi khuẩn như Salmonella và Escherichia coli (E. coli) hoặc ký sinh trùng như giardia.
- Viêm loét đại tràng

Triệu chứng viêm đại tràng có thể khác nhau, tùy thuộc vào mức độ nghiêm trọng của chứng viêm và nơi mà nó xảy ra. Đối với những lý do này, các bác sĩ thường phân loại viêm loét đại tràng theo vị trí của nó.
- Viêm ruột thừa

Viêm ruột thừa gây đau thường bắt đầu xung quanh rốn và sau đó chuyển tới vùng bụng dưới bên phải. Viêm ruột thừa đau thường tăng lên trong khoảng thời gian từ 12 đến 18 giờ và cuối cùng trở nên rất nghiêm trọng.
- Polyp dạ dày

Polyp dạ dày thường không gây ra bất kỳ dấu hiệu hoặc triệu chứng. Polyp dạ dày thường được phát hiện bởi ngẫu nhiên, chẳng hạn như khi bác sĩ là kiểm tra vì một lý do khác
- Ung thư dạ dày

Ung thư dạ dày không phổ biến ở Hoa Kỳ, và số lượng người được chẩn đoán với bệnh mỗi năm đang giảm. Ung thư dạ dày nhiều hơn nữa là phổ biến ở các khu vực khác của thế giới, đặc biệt là Nhật Bản.
- Loét dạ dày tá tràng

Loét dạ dày tá tràng có vết loét mở phát triển trên các lớp lót bên trong của dạ dày, ruột non phía trên hoặc thực quản. Các triệu chứng thông thường nhất của một loét dạ dày là đau bụng.
- Hội chứng Prader Willi

Những người bị hội chứng Prader-Willi muốn ăn liên tục và thường có vấn đề kiểm soát trọng lượng của họ. Nhiều biến chứng của hội chứng Prader-Willi là do bệnh béo phì.
- Hẹp môn vị

Hẹp môn vị là một tình trạng phổ biến ở trẻ sơ sinh và trẻ sơ sinh có ảnh hưởng đến các cơ của môn vị, đó là vào cuối thấp của dạ dày. Các cơ của môn vị (cơ thắt môn vị) kết nối dạ dày và ruột non.
- Viêm niêm mạc trực tràng (Proctitis)

Proctitis có nhiều nguyên nhân, có thể bao gồm cả bệnh truyền qua tình dục, bệnh viêm ruột và nhiễm trùng không qua đường tình dục. Proctitis cũng có thể là một tác dụng phụ của xạ trị ung thư.
- Viêm phúc mạc

Viêm phúc mạc có thể đe dọa tính mạng nếu không được điều trị kịp thời. Liên hệ với bác sĩ ngay lập tức nếu bị đau nặng hoặc đau ở bụng, đầy hơi bụng.
- Xơ gan mật

Nguyên nhân chính xác của xơ gan mật là không biết đến, nhưng nó dường như là một chứng rối loạn hệ miễn dịch từ từ phá hủy các đường mật trong gan. Di truyền và môi trường cũng có thể đóng một vai trò trong bệnh này.
- Viêm xơ đường mật

Viêm xơ đường mật xảy ra thường xuyên hơn ở những người bị một số bệnh khác, đặc biệt là bệnh viêm ruột. Không rõ ràng những điều kiện này được liên kết như thế nào.
- U nang tuyến tụy

Có thể có u nang tuyến tụy, bao gồm u nang giả, nhưng trải nghiệm không có triệu chứng. U nang tụy thường được phát hiện khi kiểm tra hình ảnh của bụng được thực hiện vì lý do khác.
- Ung thư tuyến tụy

Ung thư tuyến tụy thường lây lan nhanh và hiếm khi được phát hiện ở giai đoạn đầu của nó, là một lý do chính tại sao nó là một nguyên nhân tử vong hàng đầu ung thư.
Nguyên nhân là rượu 
1 uóng rượu nhiều quá 
2 do rượu nó có thể dẫn bệnh xơ gan
3 trường hợp xơ gan là đi xét ngiệm x quang siêu âm

## Chẩn đoán
Ngoài chẩn đoán qua khám và xét nghiệm thông thường, những kỹ thuật thường được sử dụng:
- Nội soi
- Chẩn đoán hình ảnh (Siêu âm, Chụp cắt lớp, X- Quang)
- Sinh thiết

## Học vấn
Từ năm 2006, để trở thành Bác sĩ chuyên khoa tiêu hóa ở Đức, tại hầu hết các bang, các bác sĩ phải trải qua 3 năm học trong ngành nội khoa và sau đó trước khi thi để lấy bằng phải học 3 năm nữa trong khoa tiêu hóa.